# ARA General Belgrano (incrociatore 1897)
Lo ARA General Belgrano è stato un incrociatore corazzato della Marina Argentina, costruito in Italia ed appartenente alla Classe Garibaldi.

## Servizio

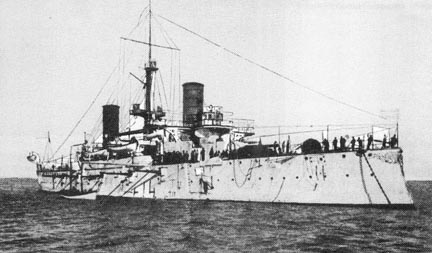
ARA Belgrano

La sua costruzione avvenne nei cantieri Orlando di Livorno, dove il suo scafo venne impostato nel 1896 e venne varato il 25 luglio 1897. Venne acquistato nel 1898 per la cifra di £ 687.700 sterline dall'Argentina, all'epoca coinvolta in una disputa con il Cile per la delimitazione dei confini nelle Ande e nella Terra del Fuoco. Dopo aver effettuato le prove macchina e delle artiglieria, entrò in servizio l'8 ottobre 1898 salpando lo stesso giorno della consegna da Genova al comando del capitano di fregata Emilio Barilari, giungendo a Mar del Plata il 6 novembre dello stesso anno.

Durante gli ammodernamenti in Italia

Risolto il conflitto con il Cile, il 20 gennaio 1899 imbarcò il Presidente Julio A. Roca per portarlo ad un incontro con il Presidente del Cile Federico Errázuriz Echaurren. Dopo aver visitato Santa Cruz, Río Gallegos, Puerto Haberton e Ushuaia, giunse il 15 febbraio 1899 a Punta Arenas dove i due presidenti firmarono il trattato che delimitava i confini tra i due stati.
Nel 1902 venne posto in riserva e dopo essere stato dotato nel 1907 di apparato telegrafico rientrò in squadra nel 1908 e nel 1912 venne dotato di radio ricetrasmittente.
Nel 1927 iniziò i lavori di ammodernamento alla Base di Puerto Belgrano, ma prima di ultimare i lavori partì per l'Europa visitando dal 7 al 16 ottobre Genova, dove l'equipaggio assistette all'inaugurazione del Monumento al Generale Belgrano e dopo una visita in Spagna rientrò ancora a Genova per essere sottoposto a lavori di ammodernamento nel corso dei quali le caldaie vennero convertite a nafta e venne installato un nuovo albero oltre a modifiche alle artiglierie.
Al termine dei lavori, il 25 ottobre 1929, ripartì per l'Argentina giungendo a Buenos Aires il successivo 24 novembre. Nel 1933 venne classificato come pattugliatore marittimo e nel dicembre dello stesso anno venne inviato nel Mar del Plata per essere destinato a deposito e a nave appoggio dei nuovi sommergibili Classe Tarantinos, incarico che mantenne sino al 1947. Dopo ben 50 anni di servizio l'8 maggio dello stesso anno venne radiato. Rimorchiato a Buenos Aires, venne successivamente demolito nell'Officina Militare del Riachuelo.

## Nome
L'unità è stata la quinta nella Marina Argentina ad essere intitolata al Generale Manuel Belgrano, un militare e patriota d'origine italiana (suo padre era oriundo di Oneglia), eroe dell'indipendenza dell'Argentina che fu anche, nel 1812, il creatore della bandiera dell'Argentina.
Il nome General Belgrano sarebbe stato successivamente assegnato ad un incrociatore leggero della Classe Brooklyn proveniente dalla US Navy: l'incrociatore USS Phoenix che dopo aver preso parte al secondo conflitto mondiale nel 1951 venne acquistato dagli argentini e ribattezzato nel 1955 General Belgrano (precedentemente era stato ribattezzato 17 de Octubre) venne affondato durante la guerra delle Falklands.